# Чемпіонат світу з міжнародних шашок серед жінок 2011
Чемпіонат світу з міжнародних шашок серед жінок 2011 року (англ. Women World Championship 2011) проходив з 3 по 18 вересня в Рівному, Україна. У змаганні взяли участь 14 спортсменок з 9 країн, в тому числі 4 міжнародних гросмейстера, 5 міжнародних майстрів і один майстер ФМЖД. Турнір пройшов за круговою системою в 13 турів. Під час чемпіонату використовувалися електронні дошки і вебкамери, що дозволяють в режимі онлайн стежити за ходом чемпіонату.
Турнір проходив за круговою системою з класичним контролем часу (1 година 20 хв. На партію + 1 хвилина на хід).

## Результати
Чемпіонкою світу в п'ятий раз стала росіянка Тамара Тансиккужина. В останньому турі вона зіграла внічию з Вікторією Мотричко з України, а інша росіянка - Мотрона Ноговіцина також зіграла внічию представницею Латвії Зоєю Голубєвою. В результаті Тамара Тансиккужина набрала однакову кількість очок з Мотрею Ноговіциною. У цьому випадку за регламентом чемпіонкою ставала спортсменка, яка має найбільшу кількість перемог - Тамара Тансиккужина. Бронзу завоювала Вікторія Мотричко.

### Круговий турнір
| Місце | Ім'я                | Країна     | В | Н  | П  | О  |
| ----- | ------------------- | ---------- | - | -- | -- | -- |
| 1.    | Тамара Тансиккужина | Росія      | 7 | 5  | 1  | 19 |
| 2.    | Мотрона Ноговіцина  | Росія      | 6 | 7  | 0  | 19 |
| 3.    | Віктория Мотричко   | Україна    | 6 | 5  | 2  | 17 |
| 4.    | Ольга Федорович     | Білорусь   | 6 | 4  | 3  | 16 |
| 5.    | Зоя Голубєва        | Латвія     | 3 | 10 | 0  | 16 |
| 6.    | Дар'я Ткаченко      | Україна    | 3 | 9  | 1  | 15 |
| 7.    | Карлійн Оверес      | Нідерланди | 3 | 7  | 3  | 13 |
| 8.    | Юлія Макаренкова    | Україна    | 3 | 7  | 3  | 13 |
| 9.    | Ольга Балтажі       | Україна    | 2 | 9  | 2  | 13 |
| 10.   | Наталія Садовська   | Польща     | 2 | 9  | 2  | 13 |
| 11.   | Віталія Думеш       | Нідерланди | 2 | 7  | 4  | 11 |
| 12.   | Вероніка Вілчинська | Литва      | 1 | 5  | 7  | 7  |
| 13.   | Саєра Юлдашева      | Узбекистан | 1 | 5  | 7  | 7  |
| 14.   | Любляна Турій       | США        | 0 | 3  | 10 | 3  |